# Konrad von Feuchtwangen

Arma gentilizia di Konrad von Feuchtwangen

Konrad von Feuchtwangen (Baviera, 1230 – Praga, 4 luglio 1296) è stato il tredicesimo Gran maestro dell'Ordine teutonico, in carica dal 1290 fino alla morte e quindicesimo Gran maestro dell’Ordine di Livonia. Egli era parente del quindicesimo Gran Maestro Siegfried von Feuchtwangen.

## Biografia

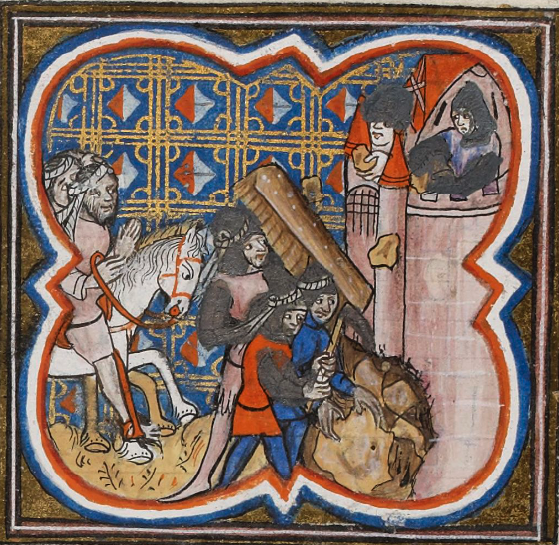
L'assedio di San Giovanni d'Acri (1291) in una miniatura di un artista francese del 1400

Membro della famiglia Oettingen che probabilmente ricopriva il ruolo di ministeriale, nacque intorno al 1230 in Baviera.
A Konrad von Feuchtwangen si fa riferimento per la prima volta in Austria nel 1259 come Landkomtur, una carica amministrativa di secondo piano dell'Ordine teutonico.
Nei decenni successivi, ricopri vari ruoli: di spessore, il titolo di Gran Maestro dell'Ordine di Livonia, a cui rinunciò nel 1281, lasciandolo al subentrante Mangold von Sternberg.
L’apice della sua carriera in un ordine religioso cavalleresco fu raggiunto nel 1291 come Gran Maestro dell'Ordine Teutonico. Nel suo primo anno di reggenza, i musulmani assunsero, dopo un lungo assedio, Acri, l'ultima fortezza dei crociati nel Regno di Gerusalemme. Dal momento che la sede dell'Ordine Teutonico era ad Acri, von Feuchtwangen spostò il quartier generale dell'ordine a Venezia.
Konrad von Feuchtwangen morì a Praga il 4 luglio 1296 e fu sepolto nella Chiesa dell’Ordine teutonico di Dobrovítov nella Boemia Centrale.